# Ptorthodiellus araguaicus
Ptorthodiellus araguaicus är en skalbaggsart som beskrevs av Wittmer 1976. Ptorthodiellus araguaicus ingår i släktet Ptorthodiellus och familjen Phengodidae. Inga underarter finns listade i Catalogue of Life.